# ТЭЦ Хваловице
ТЭЦ Хваловице — теплоэлектроцентраль на юге Польши, в сорока километрах к юго-западу от Катовиц.
В 1907 году для обеспечения потребностей расположенной в Хваловицах (ныне район города Рыбник) угольной шахты Donnersmarck Grube запустили электростанцию. В последующие три десятилетия её модернизировали, что увеличило мощность объекта до 10,76 МВт.
Во время Второй мировой войны, в 1942—1944 годах, здесь смонтировали четыре новых котла «Борзиг» (Borsig), а уже после её завершения, в 1947 году — турбину «Борзиг» мощностью 15 МВт.
В 1958 году добавили ещё один паровой котёл типа OPS (такой же тепловой мощности, как у Borsig — 19,5 МВт), а в 1981 и 1983 годах запустили два водогрейных котла WR-25 мощностью по 29 МВт, основным назначением которых было обеспечение тепловой энергией города Рыбник. Из-за роста спроса в 1991 году добавили водогрейный котёл WRp-46 мощностью 40 МВт.
В 1993 году на замену старой запустили турбину АВВ RK 2215S с показателем 16 МВт. Однако уже в середине 2010-х её и один из паровых котлов вывели из эксплуатации, после чего площадка продолжила деятельность как котельная с тепловой мощностью 163,6 МВт.